# Чентињано (Витербо)
Чентињано је насеље у Италији у округу Витербо, региону Лацио.
Према процени из 2011. у насељу је живело 65 становника. Насеље се налази на надморској висини од 335 м.